# 岡垣久晃
岡垣 久晃（おかがき ひさあき、1905年（明治38年）7月30日-1992年（平成4年）11月30日）は日本の法律家。弁護士、元大阪高等裁判所判事。

## 略歴
1905年（明治38年）7月30日に京都府で生まれる。1928年（昭和3年）に法政大学法学部を卒業し、同年高等文官試験司法科に合格する。
京都地方裁判所判事などを経て、1967年（昭和42年）に和歌山地方裁判所長に就任し、1969年（昭和44年）に大阪高裁判事に就任する。
1975年（昭和50年）に勲二等瑞宝章を受章する。
1992年（平成4年）11月30日に死去、87歳。

## 著書
- 『支那事変下に於ける労働運動』 （東洋文化社、1971）